# دين (معتقد)

عدد من الرموز الدينية: من اليمين إلى اليسار
الأوم رمز الهندوسية، نجمة داود رمز اليهودية، الصليب رمز المسيحية.
التورية رمز الشنتو، عجلة دارما رمز البوذية، الهلال والنجمة رمز الإسلام.
أهيمسا رمز الجاينية، النجمة التساعية رمز البهائية، خامدا رمز السيخية.

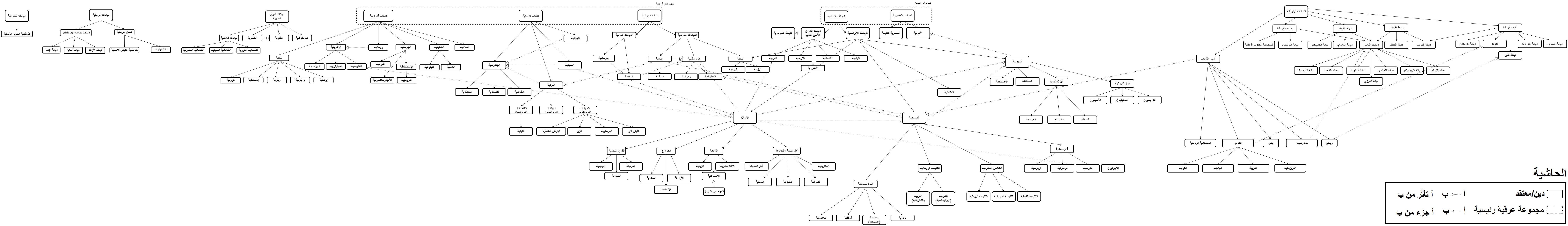
تصنيف شجري للأديان حول العالم بحسب الجغرافيا والعقيدة.

الدين هو نظام اجتماعي ثقافي من السلوكيات والممارسات المعينة، والأخلاق، والنظرات العالمية، والنصوص، والأماكن المقدسة، أو النبوات، أو المنظمات، التي تربط الإنسانية بالعناصر الخارقة للطبيعة، أو المتعالية، أو الروحانية. ومع ذلك، لا يوجد إجماع علمي حول التعريف الدقيق للدين.
قد تحتوي الأديان المختلفة على عناصر مختلفة تتراوح بين الأشياء الإلـٰهية، المقدسة، الإيمان، كائن خارق للطبيعة أو كائنات خارقة للطبيعة أو «نوع من الحداثة والتعالي الذي سيوفر قواعد والقوة لبقية الحياة». قد تشمل الممارسات الدينية الطقوس والخطب والاحتفال أو التبجيل والتضحيات والمهرجانات والأعياد والمبادرات والخدمات الجنائزية والخدمات الزوجية والخدمات التأملية والصلاة والموسيقى والفن والرقص والخدمة العامة أو جوانب أخرى من حضارة الإنسان. وللأديان تاريخ مقدس وروايات، يمكن حفظها في الكتب المقدسة والرموز والأماكن المقدسة، التي تهدف في الغالب إلى إعطاء معنى للحياة. وقد تحتوي الأديان على قصص رمزية، يقال في بعض الأحيان من قبل المتابعين أنها حقيقية، والتي لها غرض جانبي يتمثل في شرح أصل الحياة والكون وأشياء أخرى. تقليديًا، يعتبر الإيمان، بالإضافة إلى العقل، مصدرًا للمعتقدات الدينية.
هناك ما يقدر بنحو 10000 ديانة في جميع أنحاء العالم، ولكن حوالي 84% من سكان العالم ينتمون إلى واحدة من أكبر خمس مجموعات دينية، وهي المسيحية، الإسلام، الهندوسية، البوذية وأخيرا أشكال الدين الشعبي. تشمل الديموغرافيا غير المنتمية دينيا أولئك الذين لا يتعارضون مع أي دين معين، والملحدون، واللاأدريون. في حين أن غير المنتمين دينيا قد نما عددهم على الصعيد العالمي.
وتشمل دراسة الدين مجموعة واسعة من التخصصات الأكاديمية، بما في ذلك اللاهوت والدين المقارن والدراسات العلمية الاجتماعية. تقدم نظريات الدين تفسيرات مختلفة لأصول الدين وأعماله، بما في ذلك الأسس الوجودية للكائن والمعتقد الديني.

## الأصل الاصطلاحي

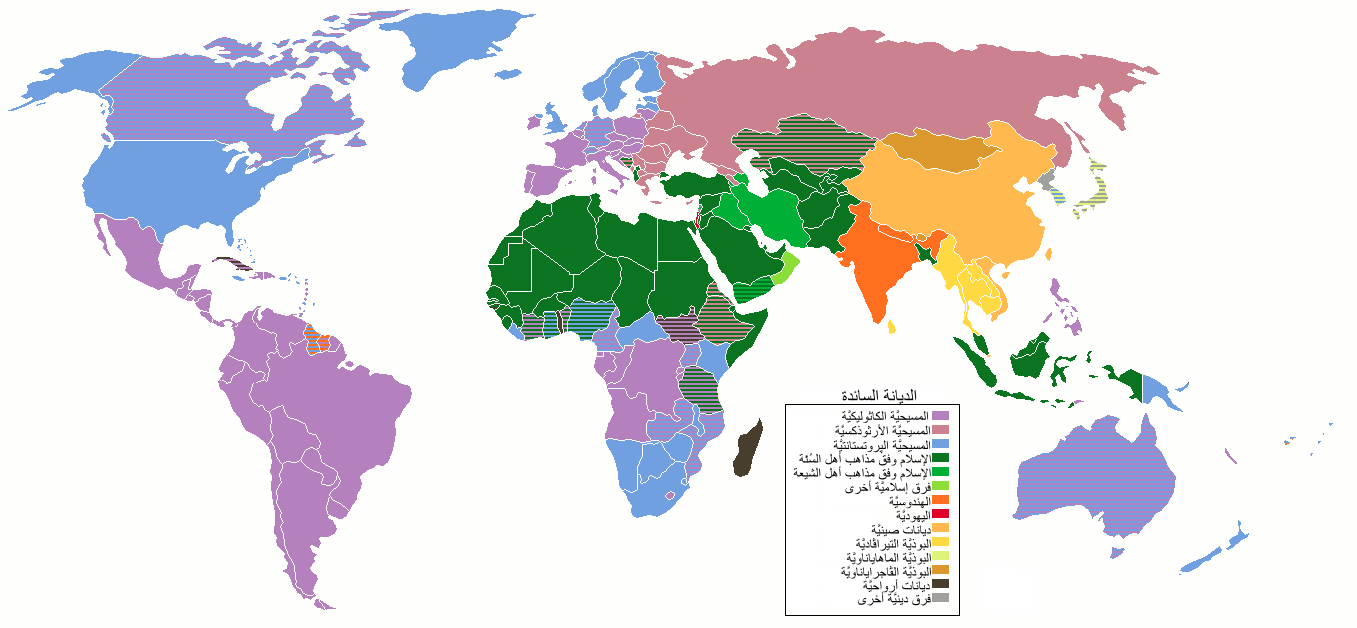
خارطة تُظهرُ توزّع الديانات الرئيسيَّة بطوائفها حول العالم.

الدِين أو الدِيانة من دان خضع وذل ودان بكذا فهي ديانة وهو دين، وتديّن به فهو متديّن، إذا أطلق يراد به: ما يتديّن به البشر، ويدين به من اعتقاد وسلوك؛ بمعنى آخر، هو طاعة المرء والتزامه لما يعتنقه من فكر ومبادئ.
أما الدين من الناحية اللغوية في اللغة العربية: فهي العادة والشأن. والتدين: الخضوع والاستعباد، ينبني على الدين المكافأة والجزاء، أي يجازى الإنسان بفعله وبحسب ما عمل عن طريق الحساب. ومنه صفة الديّان التي يطلقها الناس على خالقهم؛ وجمع كلمة دين: أديان. فيقال: دانَ بديانة وتدين بها، فهو متديّن، والتديّن: إذا وكل الإنسان أموره إلى دينه.
الدين يتمثل بالطاعة والانقياد، فرجال الدين: هم المطيعون المنقادون، كما يُحمّل الدين الإنسان ما يكره، ومن هذا الباب تأتي كلمة الدَين (القرض): إِما بالأخذ أو العطاء ما كان له أجل، كما أجله الجزاء والحساب والعبادة والطاعة والمواظبة والقهر والغلبة والاستعلاء والسلطان والملك والحكم والتسيير والتدبير والتوحيد، وجميع ما يتعبد به للإله، من مذاهب وورع وإجبار، فالإله هو الديّان: أي القهار، والقاضي، والحاكم، والسائس، والحاسب، والمجازي الذي لا يضيع عملاً، بل يجزِي بالخيرِ والشرِ. ففي الديانة: عزة ومذلة، وطاعة وعصيان، وعادة في الخير أو الشر، والابتلاء.
أما إذا قرأنا الكلمة بفتح الدال وسكون الياء، أصبح الأمر متعلقا بأمانة في رقبة: في الدين مبلغ من المال مقترض لأجل سد الحاجة. فصاحب الدين يطالب بمستحقاته من المستدان الذي عليه أن يسدد. كذلك الأمر بيننا وبين الله، فالله له دَين في رقابنا مقابل خلقه إيانا ورزقه ونعمه وحمايته لنا وفضله علينا. وهذا الدين يجب أن نسدده طوعا أو كرها وذلك بالخضوع لجبار السماوات والأرض.
وهناك عدد من النظريات بشأن أصل الدين. حيث يقول جريج إبستين، أستاذ العلوم الإنسانية في جامعة هارفارد: «في الأساس كل الديانات الكبرى في العالم تأسست على مبدأ أن هناك قوة سماوية مع ذات مستوى من العدالة في عالم خارق ولا يمكن أن يأتي من الطبيعة.» ووفقا لعلماء الأنثروبولوجيا جون موناغان وبيتر جست،
العديد من الأديان العالمية الكبرى قد بدأت تظهر عليها حركات تنشيطية من نوع ما، كما أن الرؤية الكاريزمية للأنبياء قامت بحرق آمال الناس الذين يسعون للحصول على إجابات أكثر شمولًا لمشاكلهم التي كانوا يشعرون بتوفيرها عبر المعتقدات اليومية. الكاريزمية الفردية تم دمجها في أوقات وأماكن عديدة من العالم. يبدو أن مفتاح النجاح يتحقق على المدى البعيد، كما أن العديد من الحركات تأتي وتذهب مع تأثير محدود على المدى البعيد، لأنه ليس لديها إلا القليل مقارنة مع الأنبياء الذين ظهروا بانتظام وبشكل غريب، وقد تم تطوير العلاقة مع المزيد من جهود مجموعة من مسانديهم القادرين على إضفاء الطابع التأسيسي على الحركة.

## تعريف الدين

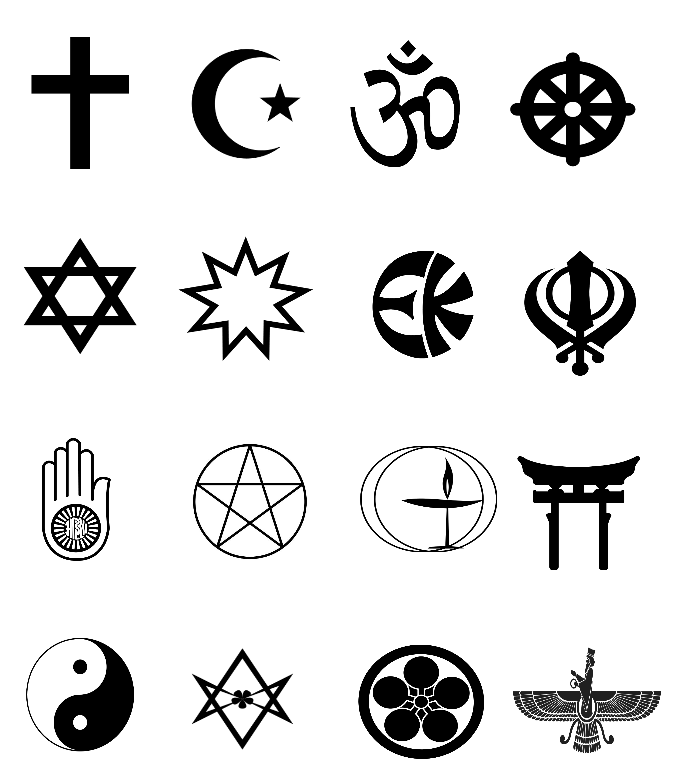
رموز ممثلة لمجموعة من كبرى ديانات العالم وهي:
المسيحيون والمسلمون والهندوس والبوذيون واليهود والبهائيون والإكنكار والسيخ والجاينيون والويكيون والموحدون العالميون والشنتويون والطاويون والثيليمايون التنريكيويون والزرادشتيون

### تعريف عام
تم تعريف الدين بعدة طرق. معظم التفسيرات تحاول تحقيق التوازن بين الدقة القصوى والالتباسات العامة. وقد حاولت بعض المصادر أن تستخدم تعاريف رسمية أو عقائدية في حين يؤكد آخرون على العوامل التجريبية والعاطفية والبديهية والأخلاقية والمعنوية. معظم التعاريف، مع ذلك، تتضمن الآتي:

### تعريف أكاديمي أو علمي
علماء الاجتماع والأنثروبولوجيا ينظرون إلى الدين على أنه مجموعة من الأفكار المجردة، والقيم أو التجارب القادمة من رحم الثقافة. على سبيل المثال، وبطبيعة المبدأ، جوهر الدين لا يشير إلى الاعتقاد في «الله» أو متعال مطلق: جوهره يعرف بأنه «بنية أو ثقافة مباشرة و/ أو بنية لغوية للحياة بشكل كامل، والاعتقاد بأنه، مثل لغة، يسمح بوصف الواقع، وصياغة واختبار المعتقدات والمشاعر والأحاسيس الحميمة». وبموجب هذا التعريف، الدين هو رؤية لا غنى عنها في العالم تحكم الأفكار الشخصية والأعمال.

## الاعتقاد الديني
المعتقد الديني يرتبط عادة بالطبيعة، الوجود، وعبادة إله أو آلهة وإشراك الإلهية في الكون والحياة البشرية. بالتناوب، قد يتعلق أيضا بالقيم والممارسات التي تنتقل من قبل الزعيم الروحي. وفي بعض الديانات، كما في الديانات الإبراهيمية، يقال أن معظم المعتقدات الأساسية كشفت من خلال اله.

### المعتقدات الدينية في المسيحية
تربط الديانات المختلفة درجات متفاوتة من الأهمية للاعتقاد. تضع المسيحية تركيزا على المعتقد أكثر من الأديان الأخرى. وضعت الكنيسة وعلى امتداد تاريخها العقائد التي تحدد الاعتقاد الصحيح للمسيحيين. كتب لوقا تيموثي جونسون ان «معظم الأديان تركيز على (الممارسة الصحيحة) أكثر من التركيز على العقيدة (العقيدة الصحيحة). خلقت كل من اليهودية والإسلام أنظمة قوانين دقيقة لتوجيه السلوك، وسمحوا بشكل مدهش بحرية التعبير والإدانة والفكرية وكلاهما كان قادرا على التعايش جنبا إلى جنب مع تصريحات قليلة نسبيا عن المعتقدات. تركز البوذية والهندوسية على الممارسات وطقوس التحول بدلا من التركيز على توحيد المعتقد، وتعبر الديانات القبلية عن وجهة نظرهم للواقع من خلال مجموعة متنوعة من الخرافات، وليس 'قاعدة ايمان' لأعضائها.»
تركز المسيحية بالمقابل تركيزا شديدا على المعتقد. بعض الطوائف المسيحية ليس لديها مذاهب، وخصوصا تلك التي تشكلت منذ الإصلاح، وبعض الطوائف المسيحية مثل شهود يهوه ترفض أسس العقيدة بشكل صريح.

## مميزات الدين

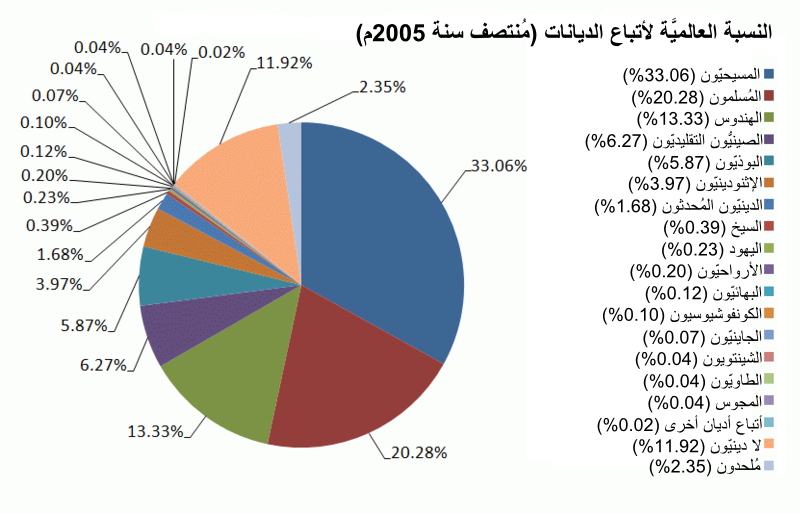
رسمٌ بياني دائري يُظهرُ نسبة مُعتنقي الأديان حول العالم.

يمكن إجمال مميزات الأديان كافة بعدة نقاط:
- الإيمان بوجود إله أو كائنات فوق-طبيعية. معظم الأديان تعتقد بوجود خالق واحد أو عدة خالقين للكون والعالم، قادرين على التحكم بهما وبالبشر وكافة الكائنات الأخرى.
- التمييز بين عالم الأرواح وعالم المادة.
- وجود طقوس عبادية يقصد بها تبجيل المقدس من ذات إلهية وغيرها من الأشياء التي تتصف بالقدسية.
- قانون أخلاقي أو شريعة تشمل الأخلاق والأحكام التي يجب اتباعها من قبل الناس ويعتقد المؤمنون عادة أنها آتية من الإله.
- الصلاة وهي الشكل الأساسي للاتصال بالله أو الآلهة وإظهار التبجيل والخضوع والعرفان.
- رؤية كونية تشرح كيفية خلق العالم وتركيب السماوات والأرض. بعض الأديان تحتوي على آلية الثواب والعقاب، أي كيف ينظم الإله شؤون العالم.
- شريعة أو مباديء شرعية لتنظيم حياة المؤمن وفقا للرؤية الكونية التي يقدمها هذا الدين.

وينبغي التمييز بين مفهوم الدين ومفهوم التدين، فالدين يطلق عادة ويراد به مجموع التعاليم المقدسة الصادرة عن مصدر إلهي أو مصدر بشري ذي مكانة دينية عالية تخول له البث في أمور الدين والاجتهاد فيه، في حين أن التدين يحيل في الغالب على الممارسة الفردية أو الاجتماعية لتلك التعاليم الدينية. ومن المؤكد أن هناك فرقاً بالضرورة بين ما يقوله الدين وما يمارسه الناس في حياتهم باسم الدين.

### أسس الأديان
لكل دين أسس وثوابت (وهي ما تسمى بالعقيدة) توجد في كل دين وهي عشرة أشياء: اسم الديانة، مؤسس، كتاب، تقويم، لغة، نوع معبد، طقوس، مكان مقدس، وقت ظهور يبدء منه التقويم.[بحاجة لمصدر]
- أولاً المؤسس: والمؤسس هو الشخصية التي أسست العقيدة وثوابتها ونظمهتا وأول من بشرت بها وهي التي أنشئتها أو أوحي إليها بالكتاب المقدس لكل عقيدة.
- ثانياً اسم الديانة: يطلق اسم الديانة حسب اسمها المعتقد وله معنى، أو تطلق حسب اسم منشأها، أو حسب المكان الذي خرجت منه.
- ثالثاً الكتاب المقدس: لكل عقيدة كتاب مقدس أو عدة كتب هو الكتاب الذي أنشأه المؤسس الأول أو من اتبعوه من عظام أهل الديانة ويضم الكتاب المقدس كل ما تتعلق به الديانة من أركان، فروض، عقيدة، سلوكيات وأخلاقيات، تشريعات، اجتماعيات، تقويم، أعياد، عبادات، معاملات، ويظهر ذلك الكتاب أو الكتب إما باعترافها بتأليفه كال (البوذية، الكنفشيوسية، الطاوية، الجينية)أو القول بأنه موحى أو منزل من عند إله أو عدة آلهة مثل (اليهودية، المسيحية، الإسلام، الهندوسية، السيخية، البهائية)
- تقويم : لكل دين تقويمه الخاص الذي يتحكم في كل مواعيده مثل (الأعياد الصيام ومواعيد الحج) ويبدأ التقويم غالباً من وقت إنشاء الدين (هجري للمسلمين، تقويم البديع للبهائيين، ميلادي للمسيحيين، عبراني لليهود)
- لغة: أنزل بها كتابها، أو اللغة التي تتم بها الشعائر.

## الحركات الدينية
النسبة المئوية لجميع أتباع الديانات، في عام 2010
في القرنين التاسع عشر والعشرون، كانت ممارسات الدين المقارن قد أدت إلى تقسيم المعتقد الديني فلسفيا إلى فئات تعرف باسم «ديانات العالم». ومع ذلك، هناك جدال في بعض الأبحاث العلمية الحديثة بأن كل الاديان ليس بالضرورة ان تكون مستقلة عن بعضها البعض من خلال فلسفات خاصة لكل دين، أو ممارسة ترجع إلى فلسفة معينة، وليس ثقافياً أو سياسياً أيضاً، ولكن قد تكون دعوة إلى ممارسة دينية معينة. والحالة الراهنة لهذه الدراسات حول طبيعة التدين توحي أنه من الأفضل أن يشار إلى الأديان والتدين كظاهرة ثابتة إلى حد كبير وينبغي تمييزها عن المعايير الثقافية. ان قائمة الحركات الدينية الموجودة هنا هي محاولة لتلخيص أهم التأثيرات الإقليمية والفلسفية على المجتمعات المحلية، ولكنها لا تعتبر بأي حال وصفا لكل طائفة دينية، كما أنها لا تفسر أهم عناصر التدين الفردي.
إن أكبر أربع مجموعات دينية من حيث عدد السكان تتراوح ما بين 5 إلى 7 مليارات نسمة، هي المسيحية والإسلام والبوذية والهندوسية (الأرقام الواردة عن البوذية والهندوسية تعتمد على التوفيق بين الأديان).
| أكبر اربع مجموعات دينية | أتباع                 | % من سكان العالم                 | المقال                           |
| ----------------------- | --------------------- | -------------------------------- | -------------------------------- |
| سكان العالم             | 6.96 مليار            | الأرقام المأخوذة من مقالات فردية | الأرقام المأخوذة من مقالات فردية |
| المسيحية                | 2.1 مليار – 2.2 مليار | 33% – 34%                        | المسيحية حسب الدولة              |
| الإسلام                 | 1.5مليار – 1.6 مليار  | 22% – 23%                        | الإسلام حسب الدولة               |
| البوذية                 | 500مليون – 1.9مليار   | 7% – 29%                         | البوذية حسب الدولة (بالإنجليزية) |
| الهندوسية               | 1.0مليار – 1.1 مليار  | 15.2% – 16.2%                    | هندوسية حسب البلد                |
| المجموع                 | 5.1مليار – 6.8 مليار  | 77% – 99%                        |                                  |

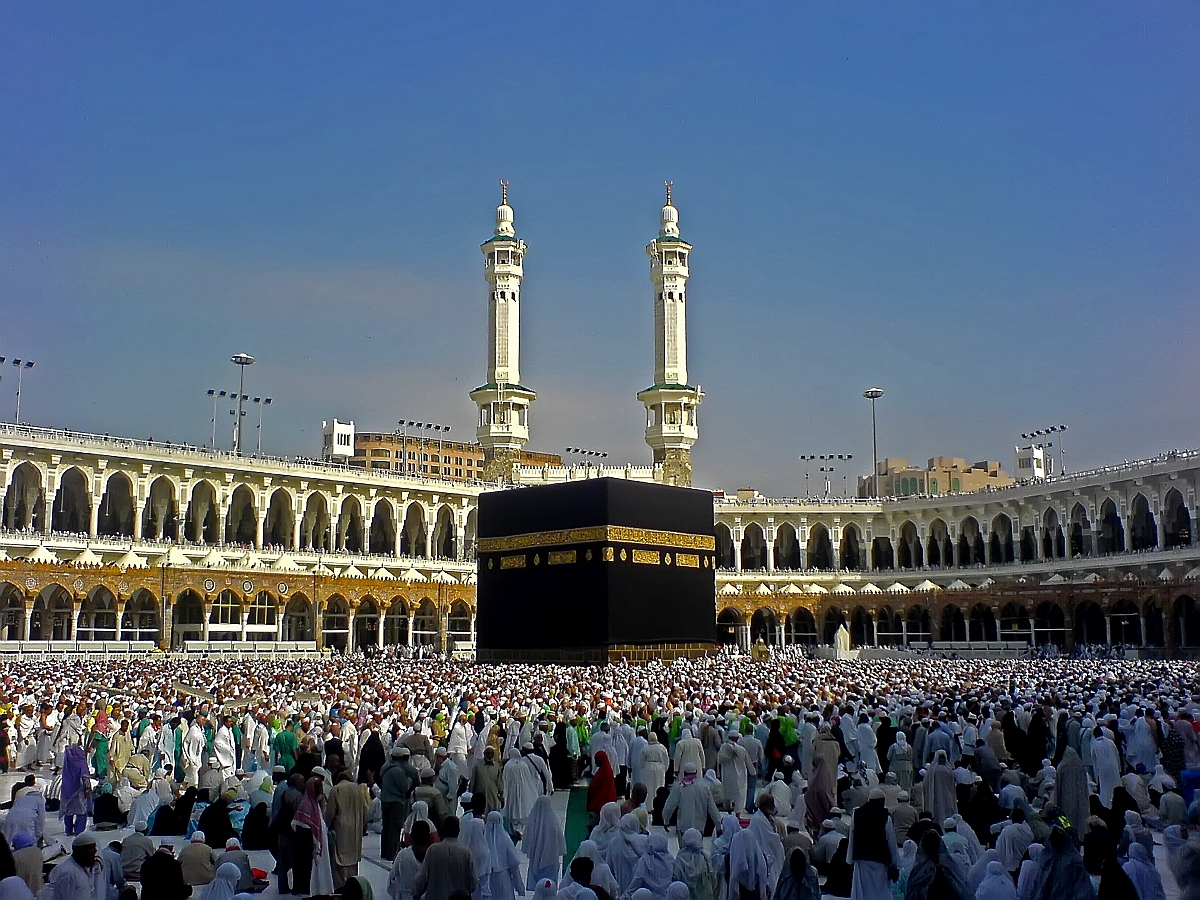
مسلمون يصلون حول الكعبة

- الديانات السماوية أو (الديانات الإبراهيمية وهي التي تنحدر من إبراهيم وهي: (الإسلام واليهودية والمسيحية)

- الإسلام يشير إلى الدين الذي اتى به النبي محمد. الإسلام هو الدين المهيمن في شمال أفريقيا والشرق الأوسط وجنوب آسيا وهو ثاني الديانات في العالم من حيث عدد المعتنقين بعد المسيحية. يؤمن المسلمون أن الإسلام آخر الرسالات السماوية هو ناسخ لما قبله من الديانات؛ كما يؤمن المسلمون بأن محمدًا رسول من عند الله، وخاتم الأنبياء والمرسلين؛ وأن الله أرسله إلى الثقلين (الجن والإنس). ومن أسس العقيدة الإسلامية الإيمان بوجود إله واحد لا شريك له هو الله، وكذلك الإيمان بجميع الأنبياء والرسل الذين أرسلوا إلى البشرية قبل محمد، كالنبي إبراهيم ويوسف وموسى والمسيح عيسى بن مريم وغيرهم كثير ممن ذكر في القرآن أو لم يُذكر، وأنهم جميعًا كما المسلمين، اتبعوا الحنيفية، ملة النبي إبراهيم، والإيمان بكتبهم ورسائلهم التي بعثهم الله كي ينشروها للناس، كالزبور والتوراة والإنجيل.

إن أشهر المذاهب الفقهية في الدين الإسلامي هي المذاهب الأربعة المعروفة وهي بحسب الترتيب التاريخي: المذهب الحنفي والمذهب المالكي والمذهب الشافعي والمذهب الحنبلي ، وتُسمى هذه المذاهب بمذاهب أهل السنة، بالإضافة لمذاهب الشيعة كالمذهب الجعفري والمذهب الإسماعيلي والمذهب الزيدي، وكذلك المذهب الأباضي.
- اليهودية هي الديانة الإبراهيمية الأقدم، والتي نشأت في شعب إسرائيل ويهودا القديمة. وتستند اليهودية في المقام الأول على التوراة، وهي النص الذي يعتقد بعض اليهود انه وصل إلى شعب إسرائيل عن طريق النبي موسى عام 1400 قبل الميلاد. بالإضافة إلى بقية الكتب العبرية مثل التلمود والنصوص المركزية لليهودية. وانتشر الشعب اليهودي حول العالم بعد تدمير الهيكل في القدس عام 70 للميلاد. يوجد اليوم حوالي 13 مليون يهودي، 40% منهم يعيشون في إسرائيل و40% في الولايات المتحدة.

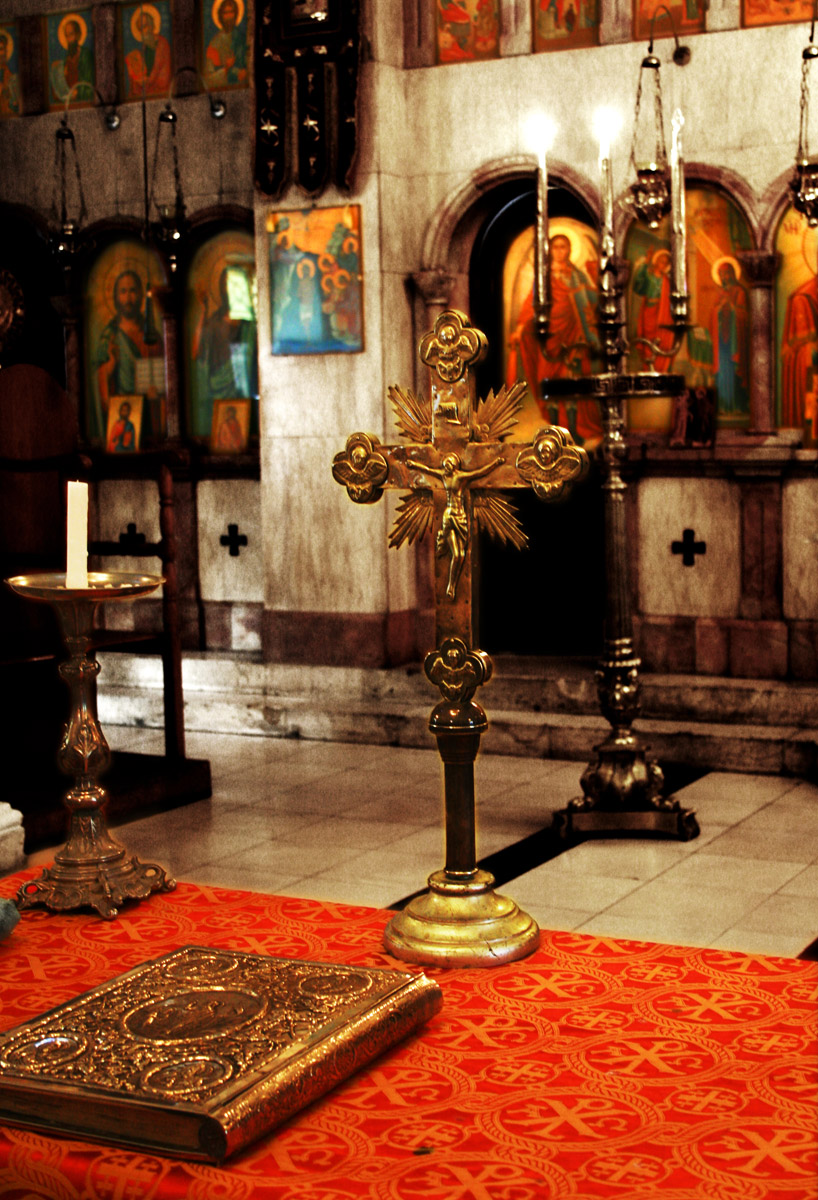
صورة للكنيسة الأرثوذكسية الشرقية من الداخل

- المسيحية تقوم المسيحية على حياة وتعاليم يسوع كما وردت في العهد الجديد. والإيمان المسيحي هو الإيمان بيسوع الذي هو في العقيدة المسيحية متمم النبؤات المنتظر، وابن الله المتجسد. ويؤمن المسيحيين بأن الله هو إله واحد في ثالوث. وتستند المسيحية إلى الكتاب المقدس والذي ينقسم إلى قسمين متمايزين هما العهد القديم والعهد الجديد. عانت المسيحية في البدايات من اضطهاد الإمبراطورية الرومانية لكنها ومنذ القرن الرابع غدت دين الإمبراطورية واكتسبت ثقافة يونانية ورومانية أثرت عميق التأثير فيها؛ خلال فترة الاستعمار تم نشر المسيحية في جميع أنحاء العالم.

المسيحية تعتبر أكبر دين معتنق في البشرية، ويبلغ عدد أتباعها 2.3 مليار أي حوالي ثلث البشر، ويشكلون الأغلبية السكانية في أوروبا وأمريكا الشمالية وأمريكا الجنوبية وأوقيانوسيا وجنوب أفريقيا وشرقها بالإضافة إلى وسطها. وتركت الثقافة المسيحية تأثيرًا كبيرًا في الحضارة الحديثة وتاريخ البشرية على مختلف الأصعدة.
التقسيمات الرئيسية للمسيحية هي:
-   - الكنيسة الكاثوليكية برئاسة البابا في روما، وتتصل بالكنائس الغربية و22 من الكنائس الكاثوليكية الشرقية.
  - البروتستانتية، وقد تم فصلها عن الكنيسة الكاثوليكية في القرن السادس عشر وتنقسم إلى طوائف كثيرة.
  - المسيحية الشرقية وتشمل الأرثوذكسية الشرقية والأرثوذكسية المشرقية وكنيسة المشرق.
  - بالإضافة إلى جماعات أخرى صغيرة، مثل (شهود يهوه) و(كنيسة يسوع المسيح لقديسي الأيام الأخيرة).

- مجموعات إقليمية إبراهيمية، بما في ذلك الطائفة السامرية (في إسرائيل والضفة الغربية)، والحركة الراستافارية (في جامايكا) والدروز (في سوريا ولبنان).

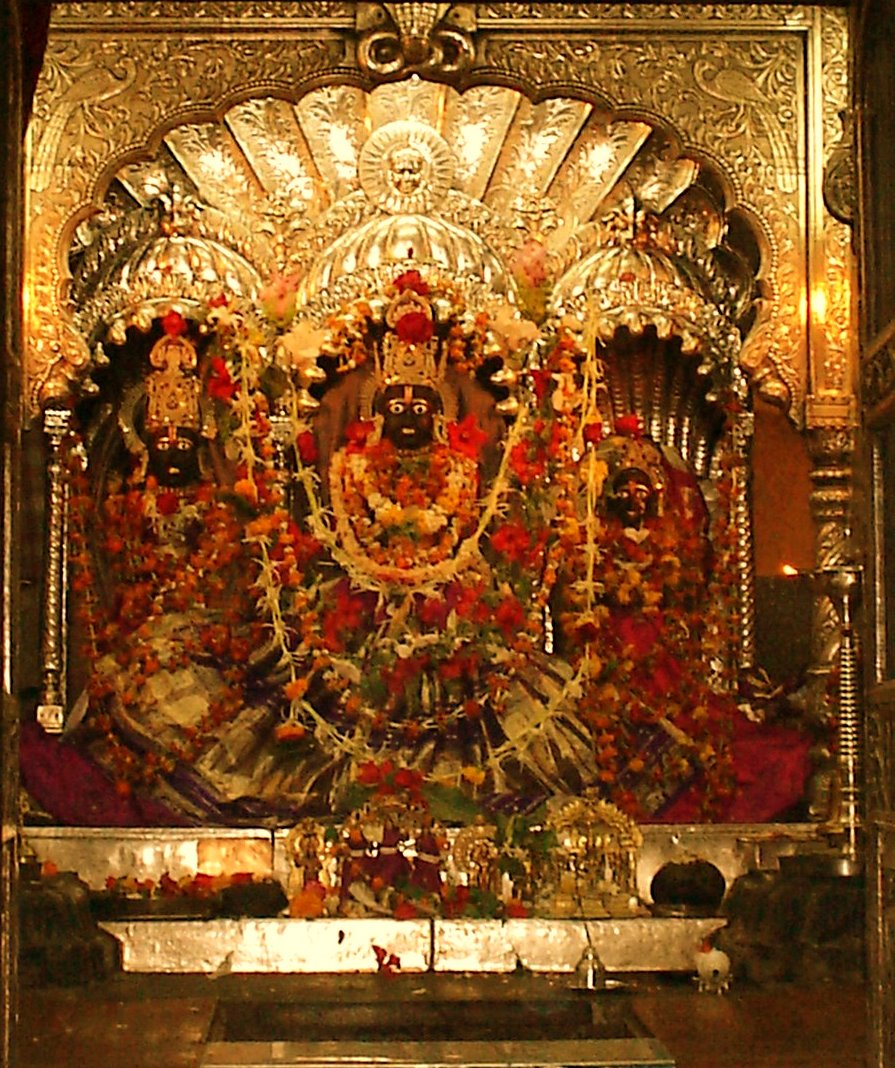
تمثال راما في معبد كالارام في الهند

- الديانات الهندية وقد تم تأسيسها في شبه القارة الهندية. وتمارس طقوس ومفاهيم معينة تشمل الدارمية، كارما، التناسخ، الترانيم، يانتراس، ودارسانا وغيرها من الطقوس الدينية.[28]

- الهندوسية وهي تصف فلسفات مماثلة كالشيفية. وهي ديانة وثنية يعتنقها معظم الهنود، وهي مجموعة من العقائد والتقاليد التي تشكلت منذ القرن الخامس عشر قبل الميلاد إلى وقتنا الحاضر. وهي ديانة تضم القيم الروحية والخلقية إلى جانب المبادئ القانونية والتنظيمية.
- الجاينية وهي أحد الديانات الدارمية ذات الطابع الفلسفي نشأت في الهند القديمة تبعا لتعاليم ماهافيرا في القرن السادس قبل الميلاد. أتباع هذه الديانة حاليا يشكلون أقلية في الهند إضافة لتجمعات مهاجرة متزايدة في الولايات المتحدة.
- البوذية (نسبة إلى غاوتاما بودا) هي ديانة غير ألوهية وهي من الديانات الرئيسية في العالم، تم تأسيسها عن طريق التعاليم التي تركها بوذا. نشأت البوذية في شمال الهند وتدريجياً انتشرت في أنحاء أسيا، التيبت ثم سريلانكا، ثم إلى الصين، منغوليا، كوريا، واليابان. وتتمحور العقيدة البوذية حول ثلاثة أمور (الجواهر الثلاث): أولها، الإيمان ببوذا كمعلّم مستنير للعقيدة البوذية، ثانياً: الإيمان بـ «دارما»، وهي تعاليم بوذا وتسمّى هذه التعاليم بالحقيقة، ثالثاً: المجتمع البوذي. وتعني كلمة بوذا بلغة بالي الهندية القديمة، «الرجل المتيقّظ»
- فاجرايانا هي إحدى مذاهب البوذية، كما تعرف باسم المانترا السرية. تم تصنيف فترة فاجرايانا البوذية على أنها الفترة الخامسة أو النهائية في فترات البوذية الهندية.
- السيخية ديانة بدأت في شمال الهند في القرن السادس عشر بالدعوة لاتباع تعليمات غورو ناناك وخلفائه التسعة من الغورو البشر. لقب غورو يعني بالهندية «المعلم». كلمة «سيخية» تأتي من كلمة «سيخ» وهي بدورها تأتي من الجذر السنسكريتي التي تعني «التلميذ» وسبب أنتشارها في العالم هو اعتماد الإنجليز عليهم في بعض الحروب وهجرات السيخ خارج بلادهم.

- الأديان الأيرانية وهي الأديان القديمة التي سبقت جذور إيران الكبرى. وفي الوقت الحاضر لاتمارس هذه الأديان إلا من خلال الأقليات.

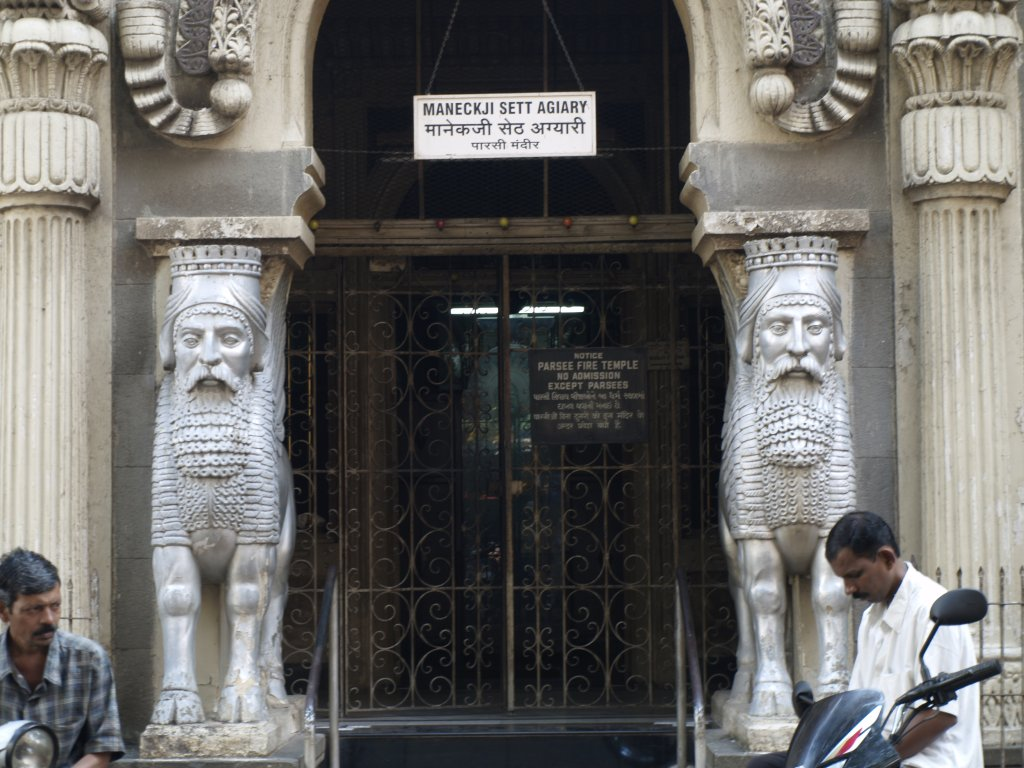
الديانة الزرادشتية، معبد النار

- الديانة الزرادشتية نسبة لمؤسسها زرادشت ديانة إيرانية قديمة، تعتبر من أقدم الديانات الموحدة في العالم والتي تأسست قبل 3500 سنة تقريبا في إيران على تعاليم زرادشت، يعتقد معتنقوها بوجود إله واحد ازلي هو أهورامزدا بمعنى «الاله الحكيم» وهو خالق الكون ويمثل الخير ولا يأتي منه الشر ابدا، يعتقد الزرادشتيين ان زرادشت نبي الله إضافة إلى ذلك هناك عدة مساعدين للاله أهورامزدا وعددهم ستة مساعدين، ويعرفون ب «أميشا سبنتاس» بمعنى «المقدسين الخالدين»، هذه الديانة لم تنقرض بل لا تزال موجودة بأقليات صغيرة في إيران والهند.
- الصابئة ويدعي معتنقيها انها أحد الأديان الإبراهيمية، واتباعها يتبعون انبياء الله آدم، شيث، ادريس، نوح، سام بن نوح، ويحيى بن زكريا وقد كانوا منتشرين في بلاد الرافدين وفلسطين.
- الديانة الكردية وتشمل المعتقدات التقليدية لليزيدية، العلويين، وأهل الحق.

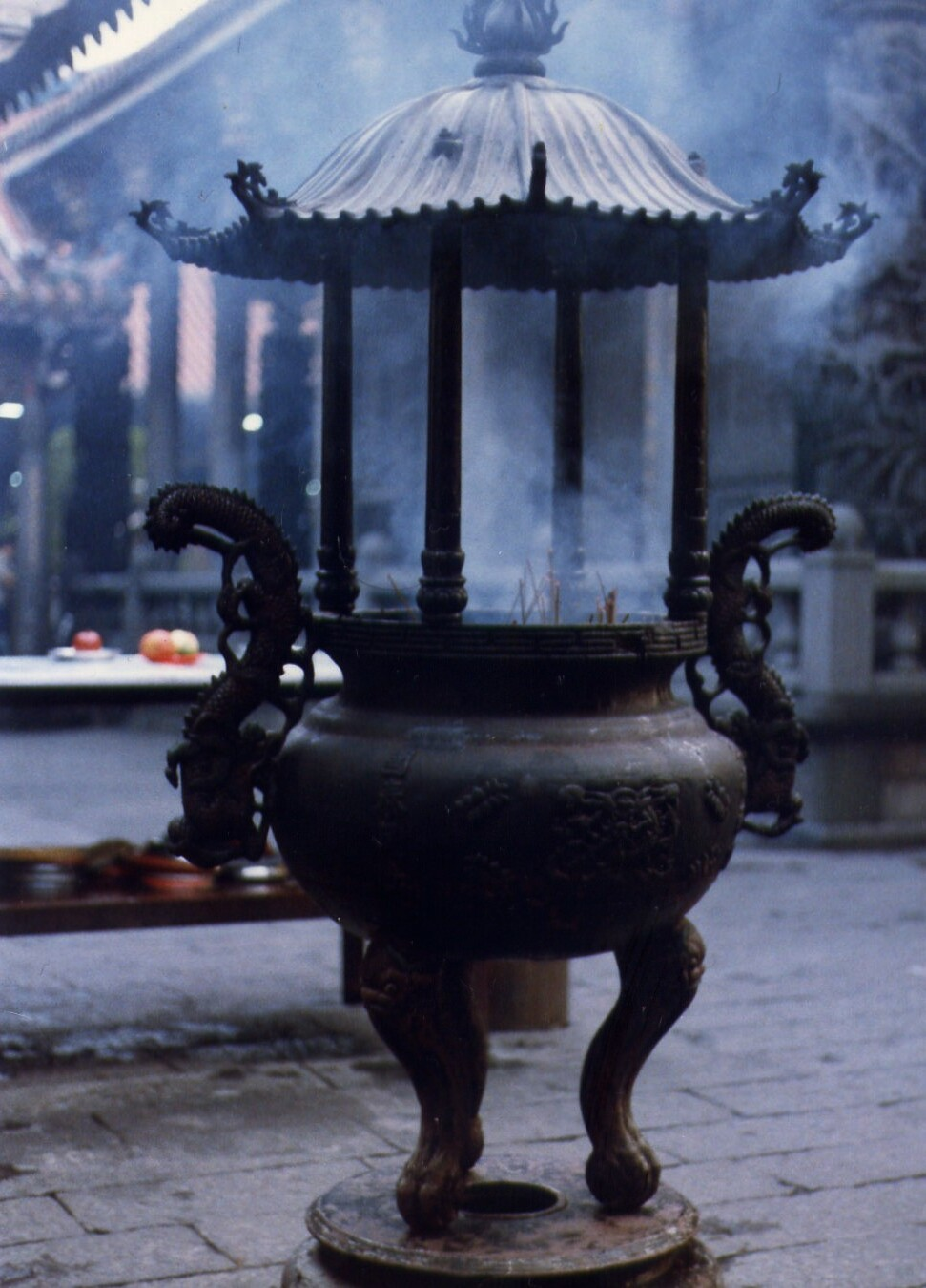
صورة موقد في الصين

- البهائية ويدعي معتنقيها انها أحد الديانات التوحيدية، أسسها حسين علي النوري المعروف باسم بهاء الله في إيران في القرن التاسع عشر. ومن مبادئ البهائية التأكيد على الوحدة الروحية بين البشر. واليوم يوجد حوالي خمسة إلى سبعة ملايين معتنق للبهائية، يتوزعون في معظم دول العالم بنسب متفاوتة.

- الدين الشعبي هو مصطلح فضفاض ويطبق بشكل مبهم في تنظيم الممارسات المحلية. يطلق عليه أيضا الوثنية، الشامانية، روحانية، عبادة الأسلاف.
- الديانة التقليدية الأفريقية وتشمل أي نوع من أنواع الدين الذي يمارس في أفريقيا قبل وصول الإسلام والمسيحية، مثل دين اليوروبا ودين سان. وهناك أصناف كثيرة من الأديان التي وضعها الأفارقة في الأمريكتين المستمدة من المعتقدات الأفريقية، بما في ذلك السانتيريا، امباندا، فودو، وغيرها.
- الديانات الشعبية للأمريكتين تشمل دين ازتيك، ودين الإنكا، والمايا والمعتقدات الكاثوليكية الحديثة مثل عذراء غوادالوبي. ويمارس هذا الدين الأمريكيين الأصليين في جميع أنحاء القارة الأمريكية الشمالية.
- ثقافة السكان الأصليين للأستراليا وتحتوي على أساطير وممارسات مقدسة تأخذ سمات الدين الشعبي.
- الدين الشعبي الصيني، والذي يمارسه الشعب الصيني في مختلف أنحاء العالم، وهو ممارسة اجتماعية في المقام الأول بما في ذلك عناصر شعبية من الكونفوشية والطاوية، مع بعض بقايا ماهايانا البوذية. معظم الصينيون يمارسون الحركات الدينية الجديدة التي تشمل طائفة فالون غونغ وكوان يو.
- الدين الكوري التقليدي وهو خليط من البوذية ماهايانا التوفيقية والشامانية الكورية. على خلاف الشنتو اليابانية، ولكن المسيحية الكورية أثرت أيضا تأثيرا بالغاً في المجتمع والسياسة خصوصاً في كوريا الجنوبية.
- الدين الياباني التقليدي وهو خليط من البوذية ماهايانا والممارسات الأصلية القديمة وفقاً لشنتو في القرن التاسع عشر. الشعب الياباني يحتفظ بأسماء واشكال معنية لكل من البوذية والشنتو خلال الاحتفالات الاجتماعية.
- مجموعة متنوعة من الحركات الدينية الجديدة لا تزال تمارس اليوم في العديد من البلدان الأخرى إلى جانب اليابان والولايات المتحدة، بما في ذلك:

- شينشوك يو وهي الفئة العامة لمجموعة واسعة من الحركات الدينية التي تأسست في اليابان منذ القرن التاسع عشر. أكبر الحركات الدينية التي تركزت في اليابان تشمل سوكا غاكاي، وديانة تينريكيو.
- تساو دي وهو دين توحيدي، أنشئ في فيتنام عام 1926.
- التوحيد الشمولي وهو دين يتميز بدعم «البحث الحر والمسؤول عن الحقيقة.»
- السيانتولوجيا وهذا الدين يبين ان البشر هم كائنات خالدة نسوا طبيعتهم الحقيقية. والوسيلة لإعادة التأهيل الروحي هي نوع من الاستشارة ومراجعة الحسابات، والتي تهدف إلى وعي الممارسين من خلال التجارب المؤلمة أو الأحداث المؤلمة في ماضيهم من أجل تحرير أنفسهم من آثارها والحد منها.
- ايكنكار وهو دين لغرض صنع إله من خلال الواقع اليومي في الحياة.

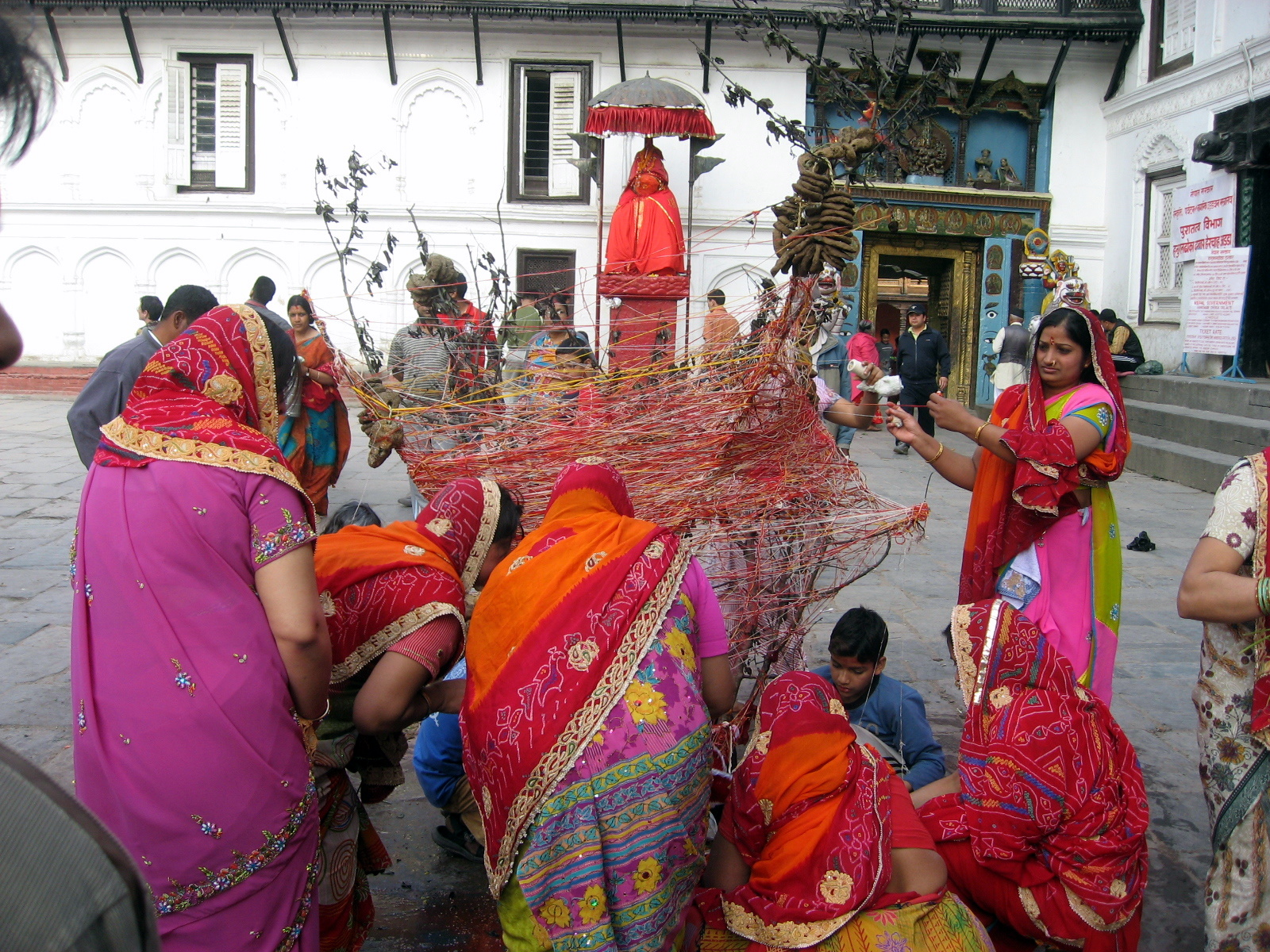
الهندوس في جنوب آسيا، وتضم الهندوسية حوالي 2000 طائفة. ووفقاً لبعض المقالات الهندوسية، ان عدد (الإلهات في الهندوسية) يصل إلى 330 مليون (اله تقليدي) بما في ذلك الطوائف المحلية والإقليمية.

### أنواع الدين
يصنف بعض العلماء الأديان إلى:
1. الأديان العالمية التي حققت قبول في جميع أنحاء العالم وذات تزايد كبير من المعتنقين الجدد لهذه الاديان.
2. الديانات العرقية التي يتم تحديدها ضمن مجموعة عرقية معينة ولا يوجد إقبال على اعتناقها.

وآخرون رفضوا هذا التمييز، باعتبار أن جميع الممارسات الدينية أياً كانت فهي تعود لأصولها الفلسفية والعرقية لأنها أتت من ثقافة معينة.

## أشكال فكرية مرتبطة

### الدين والخرافة
الخرافة هي التفكير غير العلمي وغير السببي المنفذ على شيء معين، وعليه قد يضم أو يرتبط الدين ببعض الخرافات أو التفكير السحري، وحيث أن الدين بالأساس نظام معقد عن المفاهيم العامة كالأخلاق والتاريخ والمجتمع. فإن الفصل بين الدين والخرافة هو أمر شخصي ومن الصعب الحكم عليه، فغالبا ما يجد المتدينون بدين ما الأشخاص المتدينيين بديانة أخرى أنهم يؤمنون بالخرافات. أيضا ينظر بعض الملحدين واللاأدريين والمشككين للعقائد الدينية بانها خرافات. وبشكل عام توصف الممارسات الدينية بالخرافة عندما تضم اعتقاداً في: الأحداث فوق الطبيعية (كالمعجزات)،الحياة ما بعد الموت، التدخلات الالهية، السحر، تناسخ الأرواح والتنبؤات.

### الأساطير
كلمة أسطورة لها عدة معاني، وبخصوص الدين فانها قد تشير إلى:
1. قصة تقليدية لأحداث تاريخية، والتي تكشف نظرة البشر وتفسير هذه الممارسات الدينية والمعتقدات، أو (ظاهرة طبيعية).
2. إن وجود شخص أو شيء معين يعتبر وجود وهمي أو انه يحتاج إلى التحقق منه.
3. كناية عن الإمكانية الروحية الكامنة لدى الإنسان.[40]

تصنف عادةً الأديان القديمة مثل تلك التي في اليونان، وروما، والدول الإسكندنافية تحت عنوان الأساطير. وكذلك أديان شعوب ما قبل الثورة الصناعية أو ماقبل التطور العالمي وتسمى أيضا «الأساطير» في الأنثروبولوجيا الدينية. ويمكن استخدام مصطلح «أسطورة» للتعبير بشكل سيئ عن الدين سواءً من قبل المتدينين أو الغير متدينين. مثلاً، عند تعريف دين شخص ما أو عن ما يؤمن به على أنه أسطورة وخرافة من خلال قصة أو شرح معين، من هنا يتضح تأثير المعنى السيئ لكلمة أسطورة ضد الاديان.

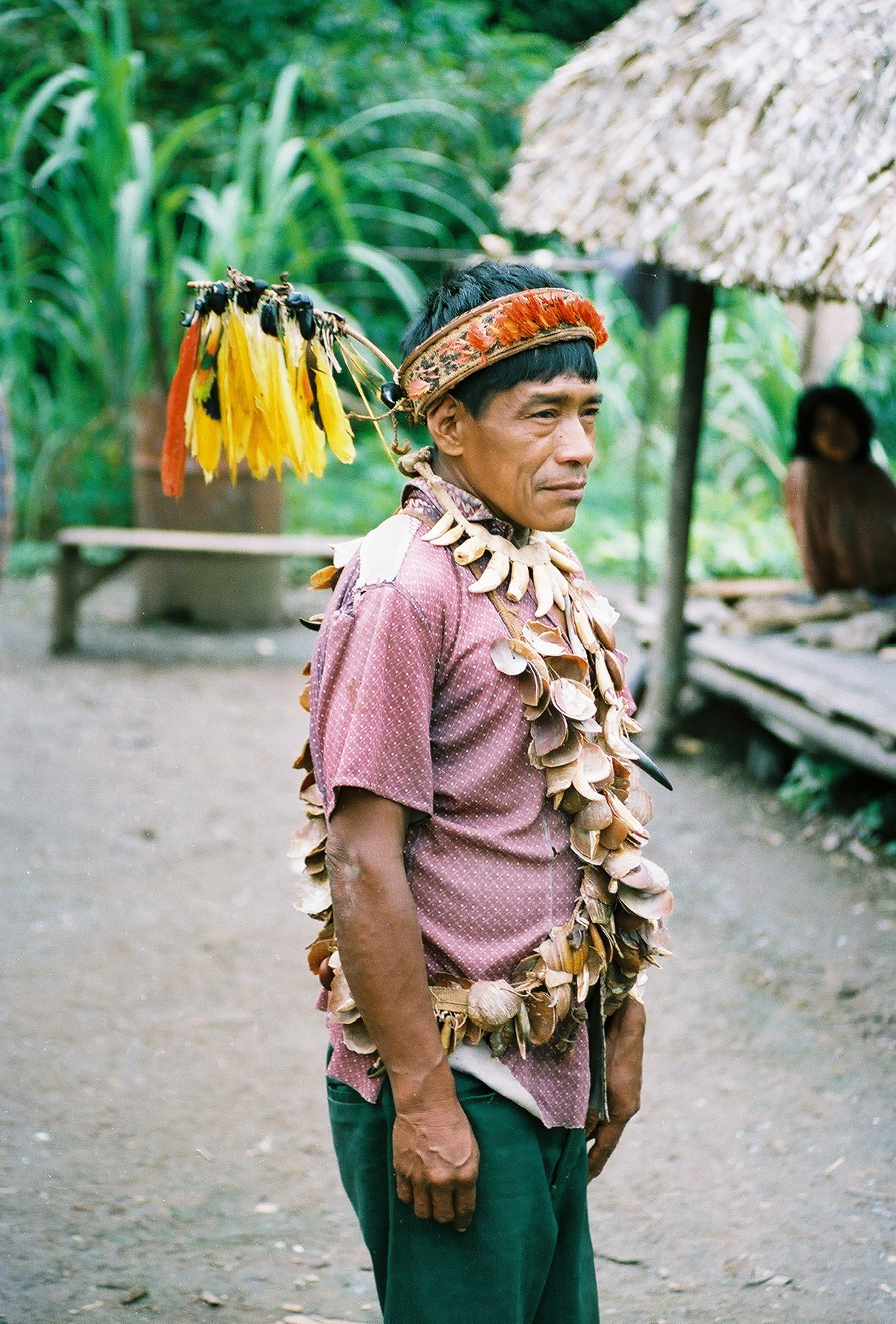
شامان، من شعب اليورانينا

### الدين والفلسفة
يجتمع الدين والفلسفة في مناطق عديدة، بالأخص في دراسة ما وراء الطبيعة (الميتافيزيقيا) وعلم الكون (الكوزمولوجيا) حيث يقدم كل دين إجابته المميزة للأسئلة الميتافيزيقة والكونية عن طبيعة الوجود والكون والإنسانية والمقدسات.

### الدين والعلم
تجمع المعرفة الدينية من النصوص المقدسة، والقادة الروحيين والكشوفات الذاتية. وغالبا ما ينظر المتدينون إلى هذه المعرفة باعتبارها غير محدودة أو مناسبة للإجابة عن أي سؤال، إلا أن آخرين قد ينظرون إليها بأنها مكملة للمعرفة العلمية المعتمدة على الملاحظة الطبيعية.
يعتمد المنهج العلمى على اختبار افتراضات لتطوير نظريات عن طريق التجريب وبالتالي فإن الاجابات التي يجاب عنها باستخدام المنهج العلمى هي إجابات عن الكون الفيزيائي عن طريق تنظيم الأدلة الملاحظة ماديا. كل النظريات العلمية عرضة للتعديل إذا تم إيجاد أدلة أخرى لا يستطيع النموذج الحالي تغطيته، على النحو الآخر لا يتم التشكيك في المعرفة الدينية من قبل المتدينيين بها من حيث أنها لا تحاول الإجابة عن ظواهر مادية.

### الدين والقانون
هناك العديد من القوانين والتشريعات المرتبطة بالدين، بمعنى أن القانون يعتمد على الدين أو أن القانون يستخدم المورد الديني كمستند وكحل فاصل. وقد قال الباحث (وينفرد سوليفان) أن الحرية الدينية تعتبر مستحيلة. ويرى آخرون أن المبدأ القانوني الغربي للفصل بين الكنيسة والدولة يميل لإنشاء دين مدني وأكثر شمولية.

## الدين والعنف

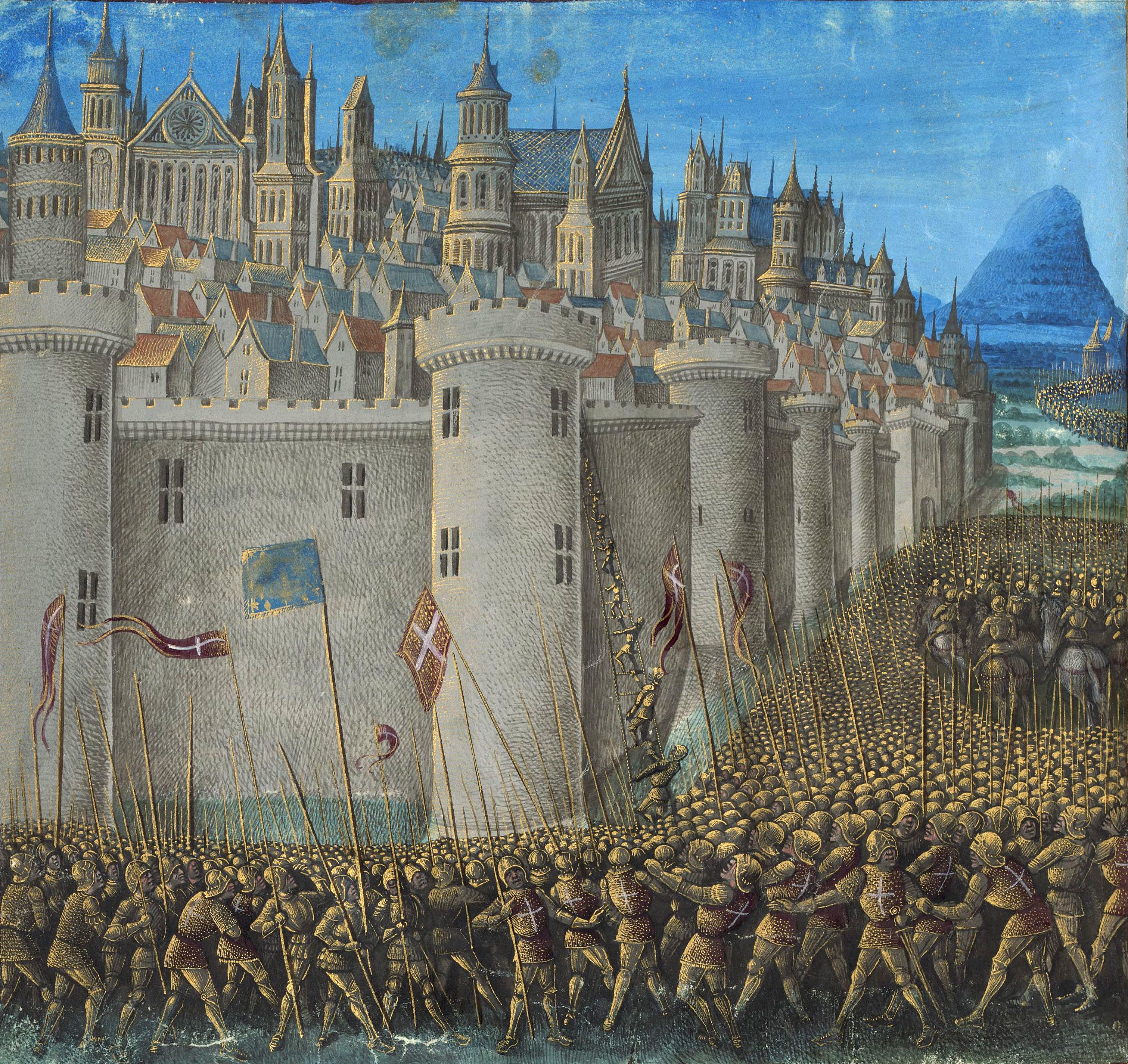
الحروب الصليبية، كانت هناك سلسلة من الحملات العسكرية التي حدثت بين المسيحيون في أوروبا والمسلمين. هذه الصورة تبين المعركة من الحملة الصليبية الأولى. مستوحاة من «الجهاد» في حضارة الإسلام.

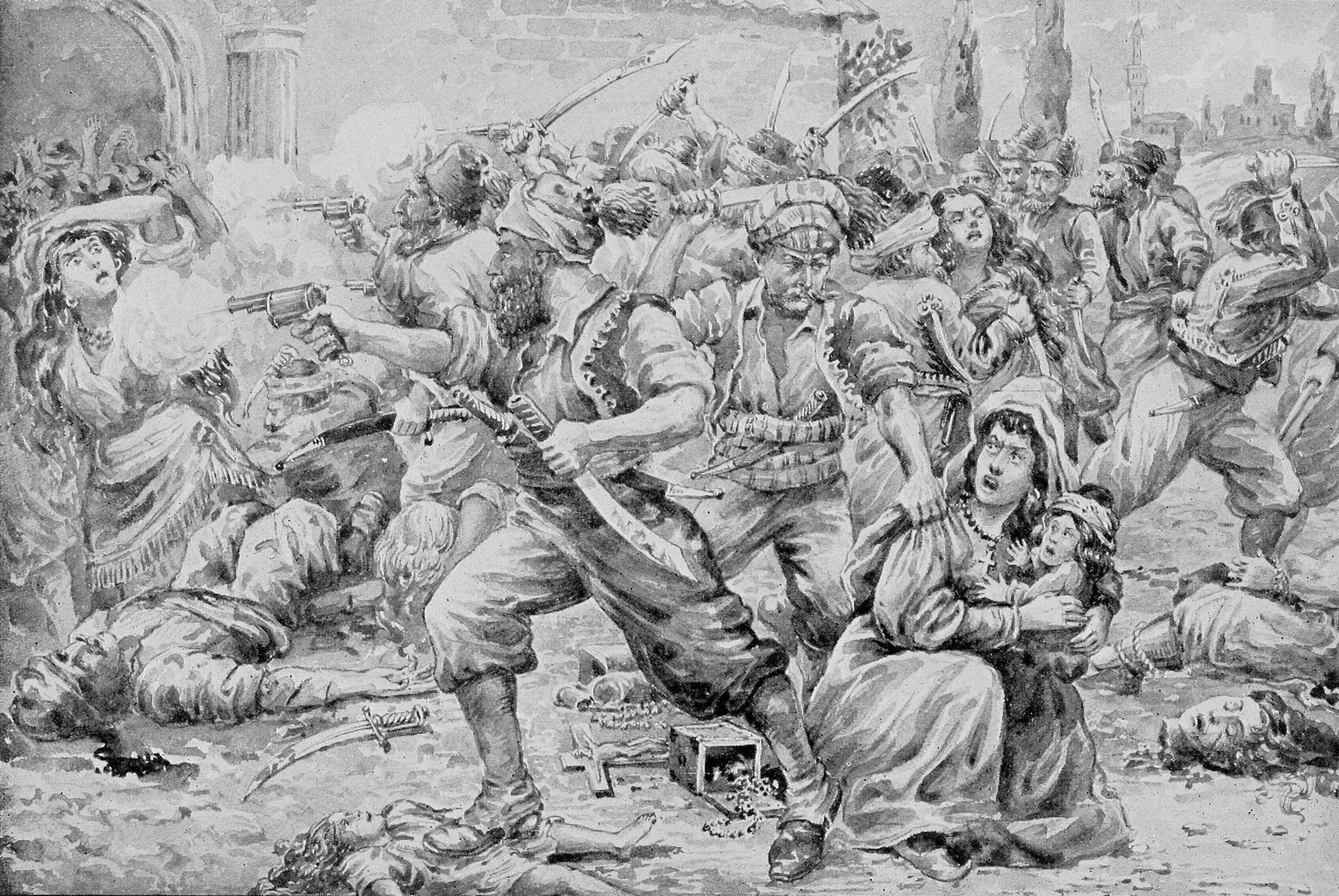
رسم بقلم أحد شهود المجازر الحميدية في ساسون عام 1894.

قام تشارلز سلسنغت بتعريف عبارة "الدين والعنف" على أنها عبارة "متنافرة"، مؤكدا انه "يعتقد أن يكون الدين ضد العنف وضد القوة من أجل السلام، وهو يقر مع ذلك أن "التاريخ والكتب المقدسة لديانات العالم تحكي قصص العنف والحرب وكأنها (يعني الكتب) تتحدث عن السلام والمحبة".
هيكتور أفالوس ضد ذلك، ويقول، «لأنه في الأديان السماوية يطلبون الاله لصالح أنفسهم، ضد الجماعات الأخرى، وهذا الشعور الروحاني يؤدي إلى العنف لأن هذا الصراع يدعو إلى الترافع والتعالي، استنادا إلى استغاثة مازالت غير محققه من الإله، ويكون الفصل فيها بشكل موضوعي».
النقاد الدينيون مثل، كريستوفر هيتشنز وريتشارد دوكينز ذهبوا إلى أبعد من ذلك ويقولون ان الاديان لها ضرر هائل على المجتمع من خلال استخدام العنف لتعزيز وتحقيق أهدافهم، حسب الطرق التي يتم استغلالها من قبل قادتهم.
ريجينا شوارتز تجادل بأن جميع الأديان السماوية هي بطبيعتها عنيفة بسبب التفرد الذي يشجع العنف ضد أولئك الذين يعتبرون غرباء على الدين.
لورنس شسلر يؤكد على ماقالته شوارتز، ويقول «ليس حجة أن الديانات الإبراهيمية لها إرث وتاريخ حافل بالعنف فحسب، بل ان هذا التاريخ في الواقع هو إبادة جماعية».
بايرون بلاند يؤكد أن واحدا من أبرز أسباب «صعود العلمانية في الفكر الغربي» كان رد فعل ضد العنف الديني في القرنين السادس عشر والسابع عشر. انه يؤكد ان «العلمانية كانت وسيلة للعيش مع الاختلافات الدينية التي أنتجت الكثير من الرعب. وانه في إطار العلمانية والكيانات السياسية كان لديها مبرر لاتخاذ قرارات مستقلة عند الحاجة لفرض قرارات معينة استناداً إلى العقيدة الدينية. وفي الواقع، فإنها قد تتعارض مع بعض المعتقدات بقوة. وبالتالي، يكون أحد الأهداف الهامة للعلمانية في هذه الحالة هو الحد من العنف». ومع ذلك، فإن المؤمنين بذلك قد استخدموا حجج مماثلة عند الرد على الملحدين في هذه المناقشات، مشيراً إلى السجن والقتل الجماعي على نطاق واسع من الأفراد في إطار الدول الملحده في القرن العشرين.
واضاف:-

## قضايا في الدين

### التعاون بين الأديان
لقد اكد العديد من ممارسي الاديان معا على ضرورة الحوار بين الأديان والتعاون بينها. وقد كان اسم الحوار الديني الأول (برلمان أديان العالم) في المعرض الكولمبي العالمي (شيكاغو) 1893، ولا تزال اثار ذلك الحوار قائمة حتى الآن سواءً في التأكيد على «القيم الكونية» أوالاعتراف بتنوع الممارسات الدينية بين الثقافات المختلفة. وقد برز في القرن العشرون الدور المثمر لذلك، لا سيما في استخدام الحوار بين الأديان كوسيلة لحل صراع الحضارات والصراعات العرقية والسياسية، أو حتى الدينية (كالمصالحة المسيحية اليهودية)، وهو ما يمثل اليوم العكس تماماً في مواقف العديد من الطوائف المسيحية تجاه اليهود.
ان مبادرات الحوار بين الأديان بالإضافة إلى المبادرة الأخيرة «كلمة سواء» في عام 2007، والذي ركز الحوار فيها على تقديم قائد مسلم وآخر مسيحي، و«الأرض المشتركة» وهي مبادرة بين الإسلام والبوذية، برعاية الأمم المتحدة «أسبوع الوئام بين الأديان العالمية».

### العلمانيةوالإلحاد
مصطلح «الملحد» ويعني (الاعتقاد في عدم وجود إله) وأيضاً «اللاأدري» وهو (الشك في وجود الآلهة) أي أن القيمة الحقيقية للقضايا الدينية أو الغيبية غير محددة ولا يمكن لأحد تحديدها وقضية وجود الله أو الذات الإلهية بالنسبة لهم موضوع غامض ولا يمكن تحديده في الحياة الطبيعية للإنسان. ويعتبرون على عكس المؤمنين بالاله، خصوصاً (الإسلام والمسيحية واليهودية). وهناك بعض الأديان (بما في ذلك البوذية والطاوية)، التي يصنف بعض أتباعها كملحدين، أو من اللاأدرية، أو اللاتوحيدية. والعكس الصحيح لـ «دينية» هو كلمة «الإلحادية».
«اللادينية» توضح عدم وجود أي دين ؛ و«الضد دينية» يصف المعارضة النشطة تجاه كل الأديان بشكل عام ويحث على النفور منها.
ان النقاد الدينيون يعتبرون أن الاديان قد عفى عليها الزمن وانها ضارة للفرد، وتعتبر (مثل غسيل للدماغ الأطفال، الختان الخ)، وتعتبر ضارة للمجتمع (مثل الحروب المقدسة، والإرهاب الخ)، وان الديانة تعوق تقدم العلم، وتشجع الأعمال المنافيه للآداب (مثل التضحية بالدم «التضحية البشرية»، والتمييز ضد مثليو الجنس وضد النساء). ومن الانتقادات الرئيسية للعديد من الأديان هي أنها تتطلب الاعتقاد بمعتقدات غير عقلانية، (غير علمي أو غير معقول)، لأن المعتقدات الدينية والتقاليد ليست قائمة على أسس علمية أو عقلانية.
وقد أصبح الدين مسألة شخصية في الثقافة الغربية، وقد اوضحت نقاشات المجتمع تركيز جديد على المعنى السياسي والعلمي، وبشكل متزايد (غالباً في المسيحية)، وينظر إلى الدين بانه لا يعتبر ان له صلة بتلبية احتياجات العالم الأوروبي.
وعلى الجانب السياسي، قام لودفيغ فيورباخ بإعادة صياغة المعتقدات المسيحية على ضوء النزعة الإنسانية، مما مهد الطريق أمام كارل ماركس لوصف الدين بوصفه المشهور إن الدين هو «أفيون الشعوب». وفي الوقت نفسه على مستوى الأوساط العلمية قام توماس هكسلي في عام 1869 بصياغة مصطلح «الملحد»، وقد تبنى هذا المصطلح العديد من الشخصيات، مثل روبرت انغرسول، وقد تم قبوله وتبنيه حتى في بعض الأديان الأخرى. وقد كتب الفيلسوف البريطاني برتراند رسل مقالاً بعنوان (لماذا لست مسيحيا؟) وهو مقال نشر في الاندبندنت عام 1927، وقد تمت مناقشة هذا المقال لاحقاُ من قبل العديد من الكتاب.
بعض النقاد في العصر الحديث، مثل برايان كابلان الذي يقول ان عقد الدين يفتقر إلى المرافق العامة في المجتمع البشري، بل ان الدين يتعلق بما هو غير عقلاني. وقد تحدثت الحائزة على جائزة نوبل للسلام شيرين عبادي ضد الدول الإسلامية، وقالت انها غير ديمقراطية كما أنها تمارس «الأعمال القمعية»، وبررت أسباب كل ذلك باسم الإسلام.

## رسوم بيانية وخرائط

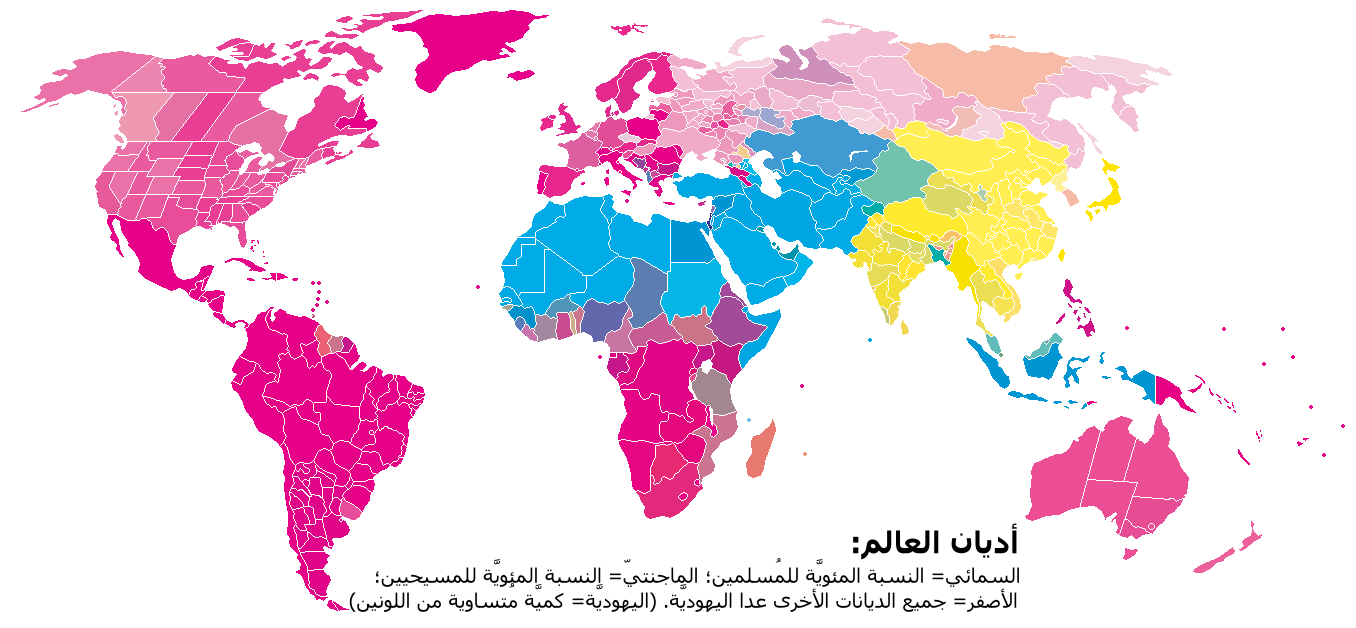
خارطة تُظهر توزُّع وانتشار الديانات في العالم وفق الدولة \ الولاية.
أبرز الديانات في العالم حسب النسبة، وفقًا لِكتاب حقائق العالم (2010) الصادر عن وكالة الاستخبارات المركزيَّة.

### قائمة المصادر
- القديس أوغسطين؛ اعترافات القديس أوغسطينوس (جون رايان)؛ (1960)، ISBN 0-385-02955-1.
- ديكارت رينيه، تأملات في الفلسفة الأولى؛ بوبز - ميريل (1960)، ISBN 0-672-60191-5.
- برزيلاي، جاد؛ القانون والدين؛ المكتبة الدولية لمقالات القانون والمجتمع؛ (2007)، ISBN 978-0-7546-2494-3.
- ديورانت، ويل؛ تراثنا الشرقي؛ MJF (1997)،ISBN 1-56731-012-5.
- ديورانت، ويل؛ قيصر والمسيح؛ MJF (1994)،ISBN 1-56731-014-1.
- ديورانت، ويل؛ عصر الإيمان؛ سايمون وشوستر (1980)، ISBN 0-671-01200-2.
- ماريا غمبوتس (1989)، لغة الالهة. التايمز - نيويورك.
- غونيك، لاري؛ التاريخ الكرتوني للكون؛ المجلد الأول (1978) ISBN 0-385-26520-4، المجلد الثاني (1994) ISBN 0-385-42093-5، نورتون، المجلد الثالث (2002) ISBN 0-393-05184-6.
- هاش برنار نظرية الرب: الكون، حقول نقطة الصفر، وماذا وراء كل ذلك، مناقشة العلم مقابل الدين، 2006، ISBN 1-57863-374-5.
- لاو تزو؛ تاو تي تشينغ، (ترجمة فيكتور ماير)؛ بانتام (1998).
- كارل ماركس، «المدخل إلى المساهمة في نقد فلسفة الحق لدى هيغل»، 1844.
- سالر بنسون «مفاهيم الدين: علماء الأنثروبولوجيا، الأصليين المتعالين والفئات الغير محددة» (1990)، ISBN 1-57181-219-9.
- إنجيل الملك جيمس، نسخة الملك جيمس ؛ مكتبة الأمريكي الجديد (1974).
- نعيم جوزيف داوود، القرآن (2000)، ISBN 0-14-044558-7.
- أصل الحياة والموت، وأساطير الخلق الأفريقية؛ هاينمان (1966).
- قصائد من الجنة والجحيم من بلاد ما بين النهرين القديمة (1971).
- التقويم العالمي (السنوي)، كتب التقويم العالمي، ISBN 0-88687-964-7.
- نظام السيروتونين والخبرات الروحية، المجلة الأمريكية للطب النفس 160:1965-1969، تشرين الثاني 2003.
- دستور الولايات المتحدة.
- العمل لـ (ماركوس توليوس).
- التقويم العالمي (أعداد أتباع الديانات المختلفة)، 2005.
- الدين (الطبعة الأولى). ونستون كينغ. موسوعة الدين. ليندساي جونز. المجلد 11. ديترويت: (مصدر: ماكميلان) الولايات المتحدة الأمريكية، 2005. p7692 - 7701.
- الديانات في العالم والتطور الاجتماعي لحضارات العالم القديم: منظور شامل والثقافية لـ (أندريه كوروتايف)، لويستون، مطبعة ميلين، 2004، ISBN 0-7734-6310-0.

في تعريف الدين
- أول دراسة رئيسية: إميل دوركهايم (1976) الأشكال الابتدائية من الحياة الدينية لندن: جورج الن وأونوين (بالفرنسية عام 1912، الترجمة الإنكليزية 1915).
- ويلفريد كانتويل سميث معنى ونهاية الدين (1962) (يشير إلى أن مفهوم الدين باعتباره منظومة المجتمع الفكرية وضعت في القرنين 15 و16).
- التقطير من الفئة الشعبية الغربية للدين، كليفورد غيرتز. 1993 [1966]. الدين كنظام الثقافية. ص 87-125 في كليفورد غيرتز،تفسير الثقافات : مقالات مختارة. لندن: فونتانا للصحافة.
- أنتوني والاس، عام 1966. الدين: إن عرض الأنثروبولوجية. نيويورك: راندوم هاوس. (ص 62-66).
- اللمحة الأخيرة: التعريف العلمي للدين. جيمس دبليو داو.
- على غرار الضمير، إيف كوبنز، دي فيف لا صوت لهم، باريس، 2010.

الدراسات الدينية في مناطق جغرافية معينة
- أ. كنباغي. النار، النجمة والصليب: الأقليات الدينية في العصور الوسطى والحديثة إيران (آي بي توريس، 2006) صفحة 268. التاريخ السياسي والثقافي والاجتماعي للأقليات الدينية في إيران.

## وصلات خارجية
- الورد والأفيون أو صراع الفنّ والدين نسخة محفوظة 13 مارس 2016 على موقع واي باك مشين. للباحث جوزف طانيوس لبس.
- IACSR الرابطة الدولية للعلوم الدينية.
- المطر والورد أو جدليّة الدين والأدب نسخة محفوظة 17 أبريل 2017 على موقع واي باك مشين. للباحث جوزف طانيوس لبس.
- مقدمة للطرق وعلماء الدين من الدراسة.
- على عتبة الكنيس - محاولة في فهم اليهوديّة واليهود نسخة محفوظة 13 مارس 2016 على موقع واي باك مشين. للباحث جوزف طانيوس لبس .
- مساهمة في نقد فلسفة الحق عند لـ (هيغل).
- تعريف «الدين» في القانون الدولي - جامعة هارفارد - مجلة الحقوق (2003).
- الديانات الرئيسية في العالم مرتبة حسب عدد معتنقيها - (2005) 22 ديسمبر 2005 نسخة محفوظة 7 يوليو 2007 على موقع واي باك مشين..
- إحصائية الأديان.
- دين (معتقد) على مشروع الدليل المفتوح.
- الدين الإسلامي.